# Rastorfer Glacier
Rastorfer Glacier är en glaciär i Antarktis. Den ligger i Östantarktis. Nya Zeeland gör anspråk på området. Rastorfer Glacier ligger 1 471 meter över havet.
Terrängen runt Rastorfer Glacier är varierad, och sluttar söderut. Trakten är obefolkad. Det finns inga samhällen i närheten.